# Operation Storm
Operation Storm var navnet på den Kroatiske erobring af de fleste områder af Kroatien som holdes besat af serbere under navnet Den Serbiske Republik Krajina under Krigene i Jugoslavien. De østlige områder af de serbisk besatte områder, omkring Vukovar, indgår ikke i denne konflikt, men blev uden krigshandlinger overleveret til Kroatien i 1998. 
Krigshandlingerne fandt sted den 4.–7. august 1995 og indebar en afslutning af Den kroatiske selvstændighedskrig, som var en del af 'Krigene i Jugoslavien'.
Mellem 174-211 kroatiske soldater omkom i konflikten og 560 serbiske soldater omkom. Derudover var der over 1.000 civile omkomne. Krigshandlingerne udløste at 150-200.000 serbere flygtede fra det område der kaldtes Den Serbiske Republik Krajina. Ydermere flygtede 43.000 bosniakker og kroater fra den Autonome Provins Vestbosnien og Republika Srpska til Kroatien og områder kontrolleret af bosniakker. 
| Militær | Spire Denne artikel om militær er en spire som bør udbygges. Du er velkommen til at hjælpe Wikipedia ved at udvide den. |